# Дільниця Шепетівка — Старокостянтинів I Південно-Західної залізниці
Дільниця Шепетівка — Старокостянтинів I — дільниця Південно-Західної залізниці. З'єднує шепетівський вузол з містом Старокостянтинів. Довжина дільниці — 70 км. На дільниці розташовані 5 роздільних і 11 зупинних пунктів.
Дільниця збудована 1914 року (станція Шепетівка — 1873).

## Історія
1 (13) березня 1873 року була відкрита залізниця Бердичів — Кривин, на якій відкрилася станція Шепетівка.
1914 року була збудована залізниця Шепетівка — Кам'янець-Подільськ, в складі якої відкрилася дільниця Шепетівка — Старокостянтинів. На дільниці в той час було 4 станції: Чотирбоки, Великі Пузирки (згодом перетворена на роз'їзд), Антоніни, Старокостянтинів.
1915 року відкрита станція Шепетівка II, станція Шепетівка змінила назву на Шепетівка I.
1938 року на дільниці Старокостянтинів — Калинівка відкрилася станція Старокостянтинів II, а станція Старокостянтинів змінила назву на Старокостянтинів I.
1951 року був відкритий роз'їзд Вербівці, 1958 — роз'їзд Пашуки.
У другій половині XX ст. були перейменовані станції: Шепетівка I на Шепетівку, Шепетівка II на Шепетівку-Подільську.
Наприкінці XX ст. роз'їзди Пашуки та Вербівці перетворені на зупинні пункти, відкритий з.п. імені П'яскорського.
На початку 2000-х років відкриті зупинні пункти 3 км (згодом перейменований на Дачну, зараз — 4 км), Мокіївці, Старі Бейзими, Красовка, Малі Юначки (згодом перейменований на Великі Юначки), Росолівці та Дачна.
2013 року роз'їзд Великі Пузирки переведений у розряд зупинних пунктів.

## Станції та зупинні пункти на дільниці
| Назва                                       | Тип        | Фото | Відкритий   | Відстані до ТП | Відстані до ТП | Код Експрес-3 | Код ЄМР |
| Назва                                       | Тип        | Фото | Відкритий   | Шепетівка      | Старок. I      | Код Експрес-3 | Код ЄМР |
| ------------------------------------------- | ---------- | ---- | ----------- | -------------- | -------------- | ------------- | ------- |
| Козятинська дирекція залізничних перевезень |            |      |             |                |                |               |         |
| Шепетівка                                   | станція    |      | 1873        | 0              | 70             | 2200220       | 340000  |
| Шепетівка-Подільська                        | станція    |      | 1915        | 5              | 65             | 2200182       | 340104  |
| імені П'яскорського                         | зуп. пункт |      | кін. XX ст. | 9              | 61             | 2200303       | 340142  |
| Жмеринська дирекція залізничних перевезень  |            |      |             |                |                |               |         |
| Пашуки                                      | зуп. пункт |      | 1958        | 14             | 56             | 2201023       | 334315  |
| Мокіївці                                    | зуп. пункт |      | 2000-ні     | 19             | 51             | 2200374       | 334327  |
| Чотирбоки                                   | станція    |      | 1914        | 24             | 46             | 2200214       | 334300  |
| Вербівці                                    | зуп. пункт |      | 1951        | 31             | 39             | 2200215       | 334226  |
| Старі Бейзими                               | зуп. пункт |      | 2000-ні     | 35             | 35             | 2200373       | 334250  |
| Великі Пузирки                              | зуп. пункт |      | 1914        | 38             | 32             | 2200216       | 334211  |
| Красовка                                    | зуп. пункт |      | 2000-ні     | 47             | 23             | 2200450       | 334230  |
| Великі Юначки                               | зуп. пункт |      | 2000-ні     | 51             | 19             | 2200372       | 334245  |
| Антоніни                                    | станція    |      | 1914        | 56             | 14             | 2200217       | 334207  |
| Росолівці                                   | зуп. пункт |      | 2000-ні     | 61             | 9              | 2200371       | 334194  |
| Дачна                                       | зуп. пункт |      | 2000-ні     | 64             | 6              | 2200393       | 334334  |
| Старокостянтинів I                          | станція    |      | 1914        | 70             | 0              | 2200218       | 334103  |

| Назва                                       | Тип        | Фото | Відкритий | Відстані до вузлів | Відстані до вузлів   | Код Експрес-3 | Код ЄМР |
| Назва                                       | Тип        | Фото | Відкритий | Шепетівка          | Шепетівка-Подільська | Код Експрес-3 | Код ЄМР |
| ------------------------------------------- | ---------- | ---- | --------- | ------------------ | -------------------- | ------------- | ------- |
| Козятинська дирекція залізничних перевезень |            |      |           |                    |                      |               |         |
| Шепетівка                                   | станція    |      | 1873      | 0                  | 9                    | 2200220       | 340000  |
| 4 км                                        | зуп. пункт |      | 2000-ні   | 4                  | 5                    | …             | 340049  |
| Шепетівка-Подільська                        | станція    |      | 1915      | 9                  | 0                    | 2200182       | 340104  |